# Nemocnice Kyjov
Nemocnice Kyjov je zdravotnické zařízení v Kyjově, poskytující ambulantní i lůžkovou zdravotní péči ve spádové oblasti okresu Hodonín. Je příspěvkovou organizací a jejím zřizovatelem je Jihomoravský kraj.
Od roku 1946 v nemocnici postupně vzniklo 24 nemocničních oddělení s kapacitou 478 lůžek. Některé ze 47 ambulancí jsou umístěny i v kyjovské poliklinice, Veselí nad Moravou a Hodoníně. K nemocnici patří detašované pracoviště ve Veselí nad Moravou s 38 lůžky ošetřovatelské péče. V roce 2019 zde bylo hospitalizováno 18 409 pacientů, provedeno 8 393 operací a 955 porodů. Cizinců bylo ošetřeno 369, nejvíce ze Slovenska (238), Ukrajiny (53) a Německa (19). Pracovalo zde 1 095 zaměstnanců, z toho 173 lékařů a 415 zdravotních sester. Nemocnice tak byla největším zaměstnavatelem v regionu.

## Historie

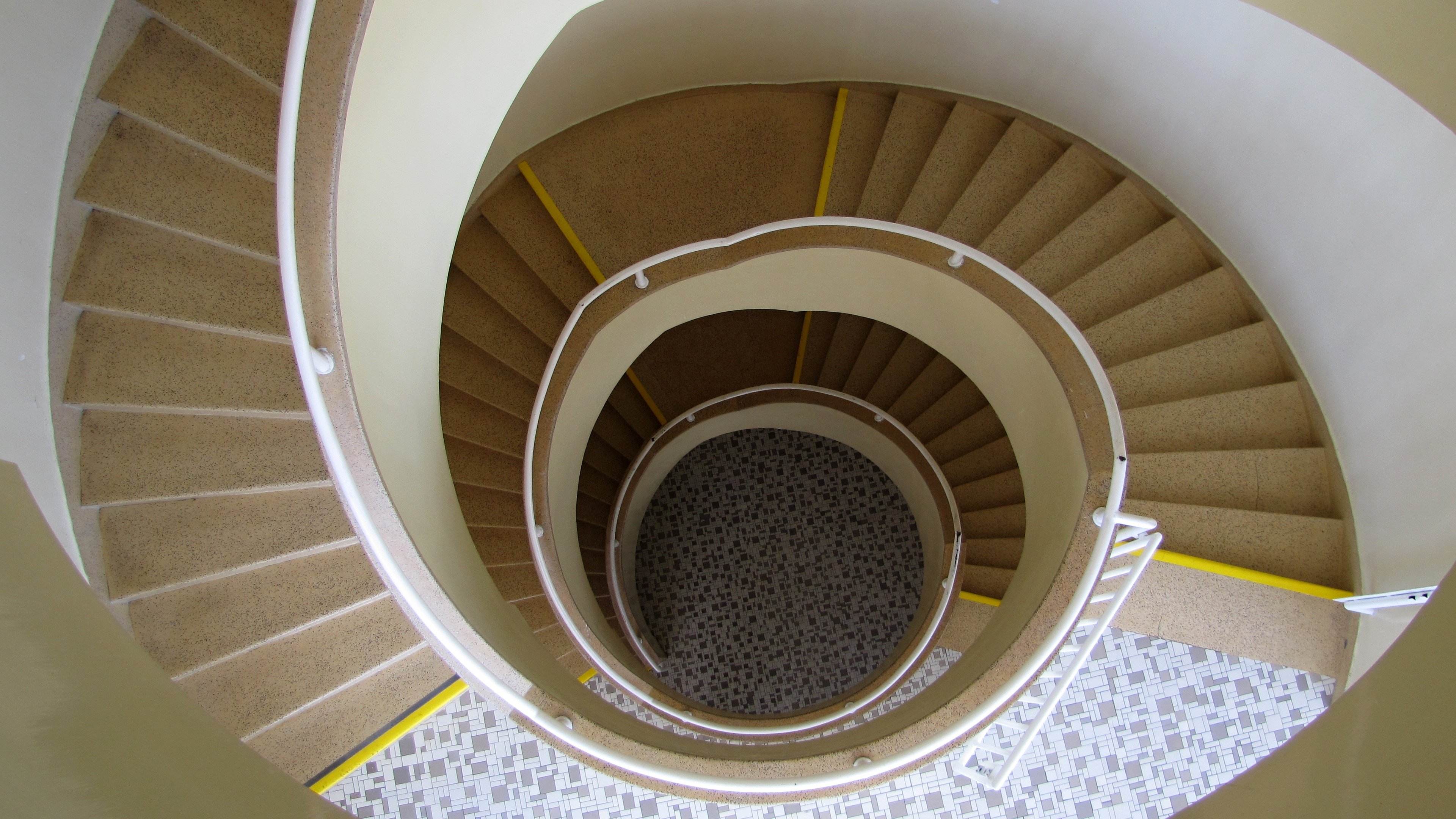
Schodiště chirurgického pavilonu, dílo architekta Bedřicha Rozehnala

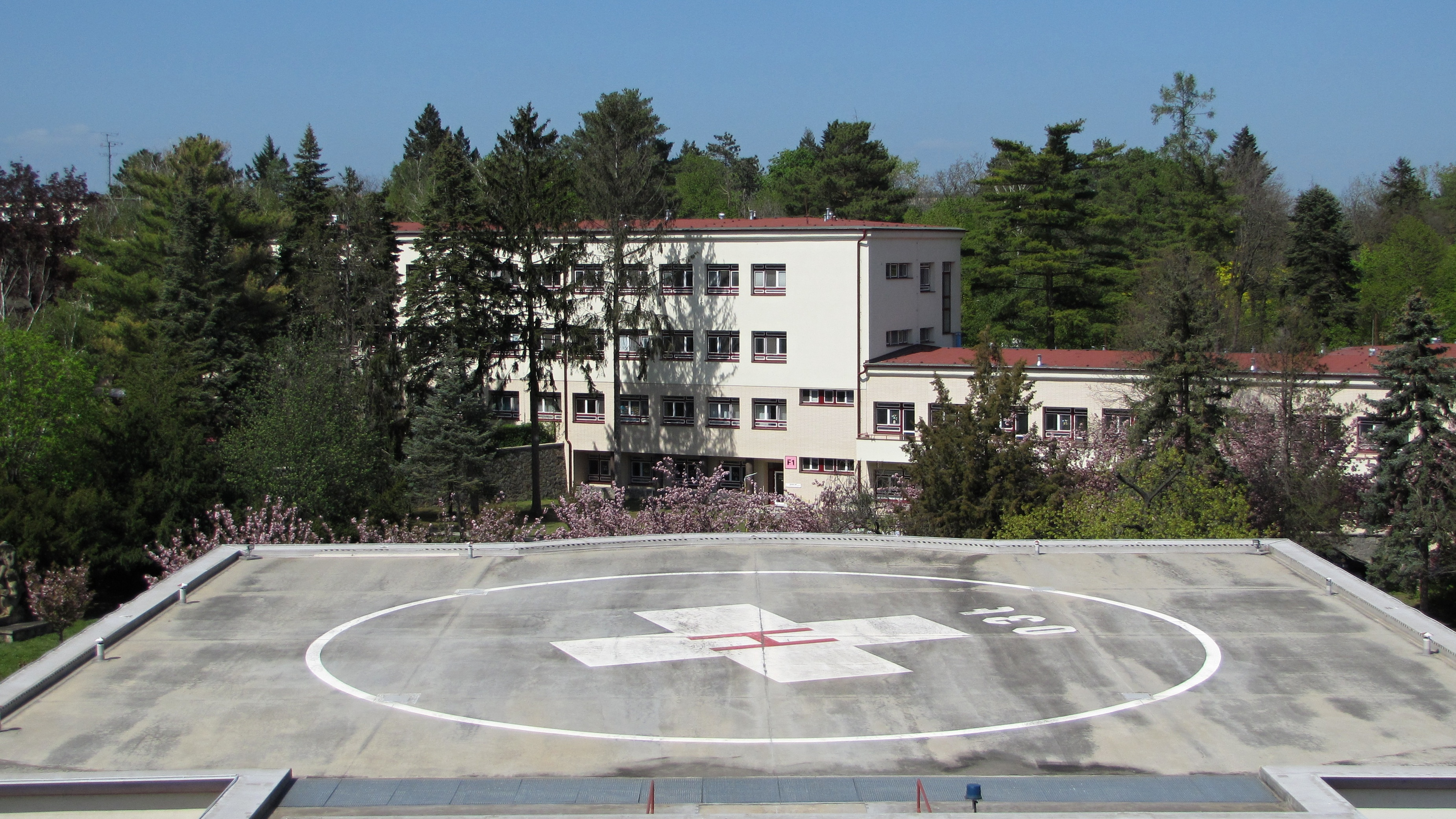
Heliport

O zřízení nemocnice v Kyjově se uvažovalo od roku 1908. Z finančních důvodů si ji však město nemohlo dovolit. Nejbližší nemocnice, kam kyjovští obyvatelé dojížděli, byla od roku 1924 v Uherském Hradišti. Provizorní nemocnice bývala na Čelakovského ulici, v budově zámečku a v letech 1914–1916 byla vojenská nemocnice v budově měšťanské dívčí školy. V roce 1930 místní pobočka Československého Červeného kříže pořídila sanitku pro převoz pacientů do nemocnice nebo k železniční stanici.
21. dubna 1938 rozhodl okresní úřad o výstavbě nemocnice. Město pro nemocnici darovalo pozemek na západním okraji města za židovským hřbitovem při okresní silnici. Počet lůžek stanovil na 130 a v další etapě výstavby zde měl být zřízen i okresní chorobinec s 60 lůžky a pavilon s byty pro lékaře a sestry. Výstavba nemocnice podle projektu brněnského architekta Bedřicha Rozehnala začala v roce 1938. O rok později byl postaven chirurgický, interní a izolační pavilon, prosektura a budova řádových sester. Od července 1943 do dubna 1945 zde byl umístěn lazaret jednotek SS. Na konci války sem ustupující německá armáda umístila dělostřelectvo a ve dnech 19. a 23. dubna 1945 nemocnice dostala 33 přímých zásahů. Patřila mezi nejponičenější místa ve městě. Rekonstrukce za 15 milionů korun byla dokončena o rok později a 1. dubna 1946 zahájilo provoz chirurgické a interní oddělení s 294 lůžky. Obnovenou nemocnici navštívil 22. června 1947 prezident Edvard Beneš s manželkou Hanou.
V jihovýchodní části dnešního areálu nemocnice býval od roku 1888 židovský hřbitov s obřadní síní. V roce 1943 byli kyjovští Židé odvezeni do koncentračních táborů a hřbitov se přestal používat. Pomník se jmény 205 obětí holocaustu nechali v roce 1956 vybudovat jejich přeživší příbuzní. Asi třikrát změnil pomník své místo a 6. května 1993 byl naposled odhalen před neurologickou ambulancí u hlavní cesty areálu. Kolem 700 náhrobků s obřadní síni a hřbitovní zídkou bylo v letech 1963 a 1964 zničeno. Židovská obec od roku 1992 usiluje o navrácení tohoto pozemku. Starší zaniklý židovský hřbitov v Kyjově z konce 16. století se nacházel 400 metrů východněji na území dnešního sídliště Lidická. V roce 2014 byl na tom místě odhalen pomník ve tvaru Mojžíšových desek.

## Poloha
Nemocnice je umístěna v západní části Kyjova u silnice I/54 na ulici Strážovská, necelý 1 km západně od centra města na ploše asi 14 ha. U nemocnice je autobusová zastávka pro městskou hromadnou dopravu a je odtud i přímé spojení s Hodonínem. V nemocničním areálu je odstavné parkoviště s kapacitou 132 míst.

## Oddělení nemocnice

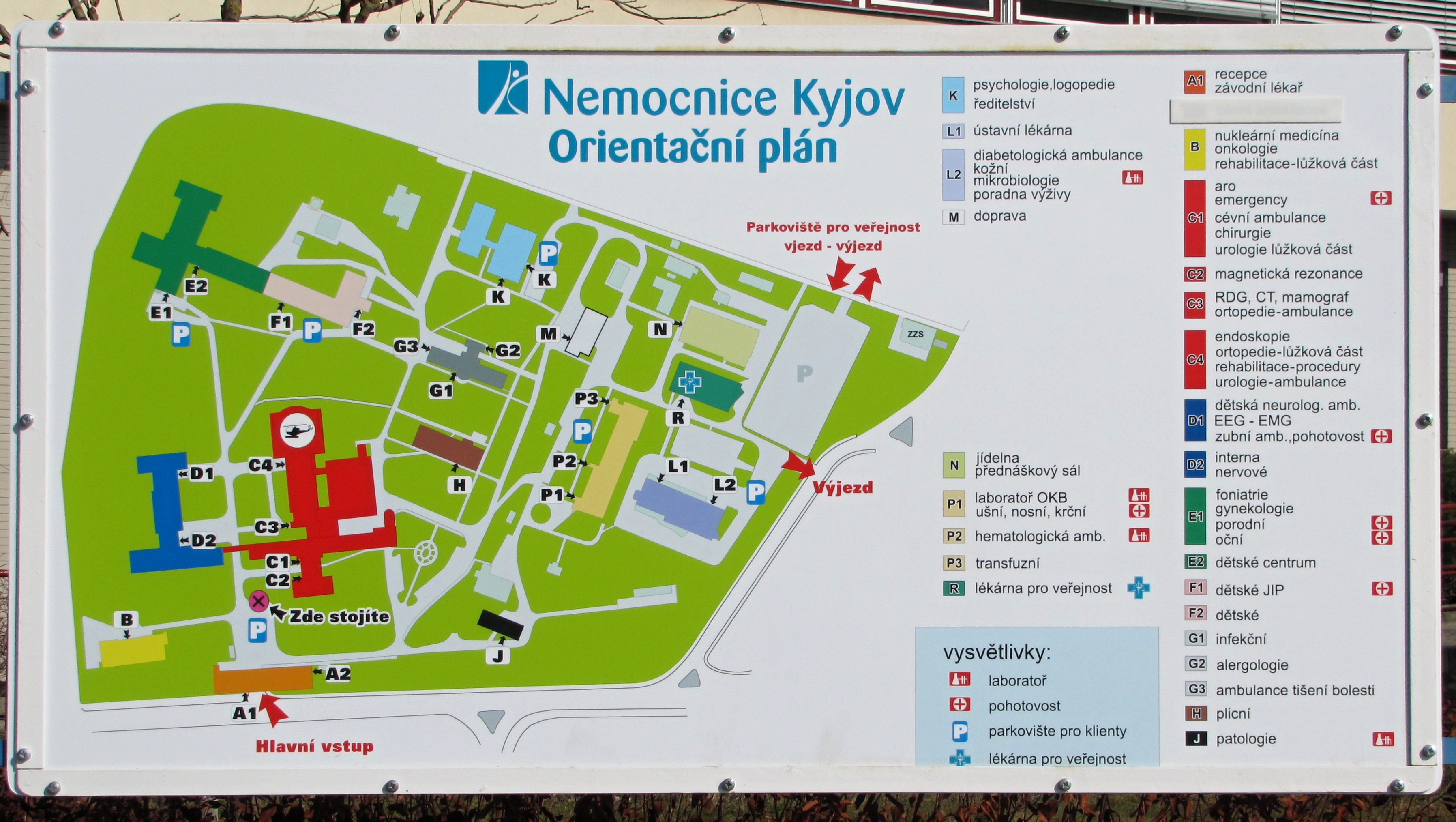
Orientační plán nemocnice

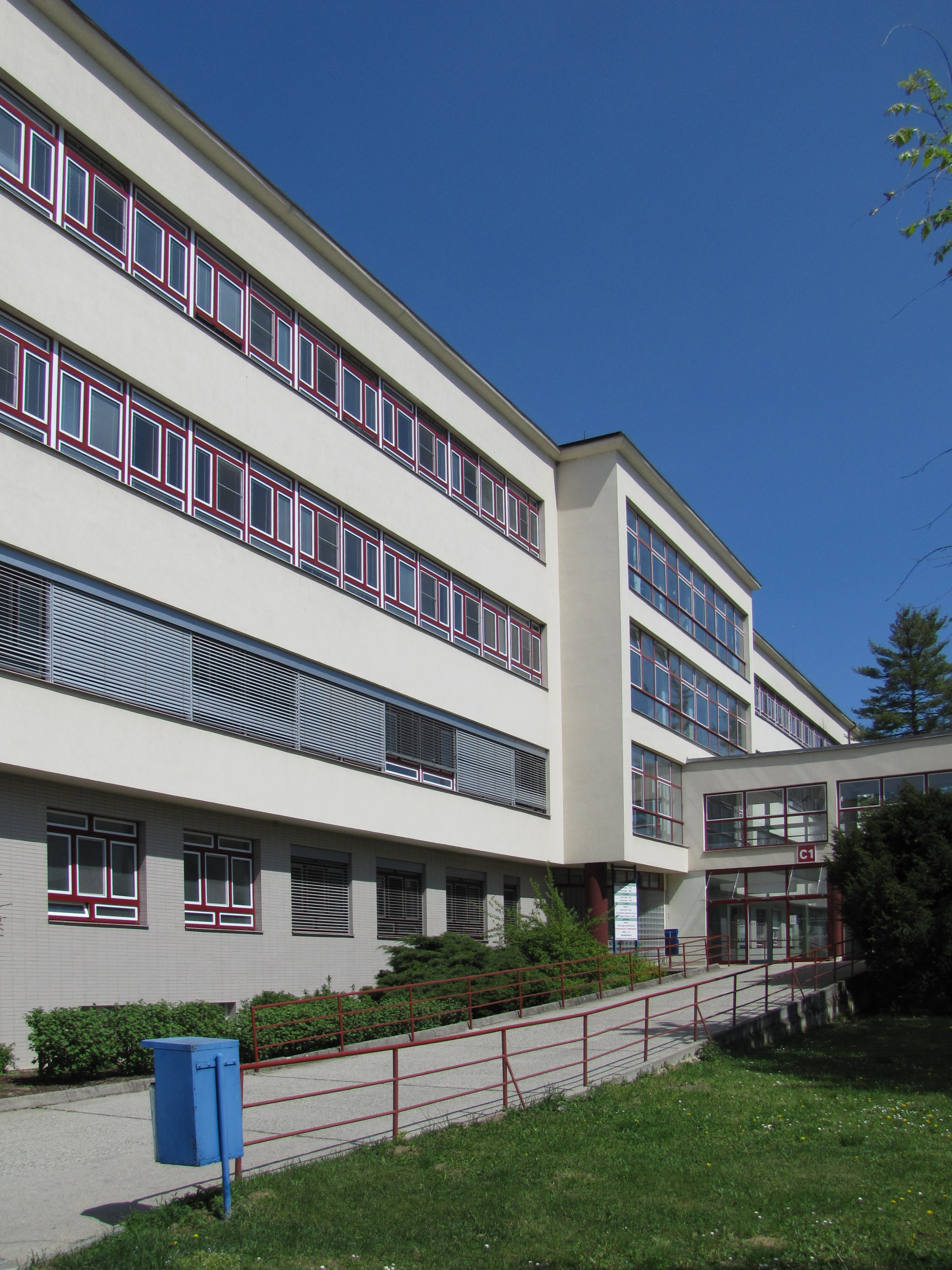
Chirurgický pavilon

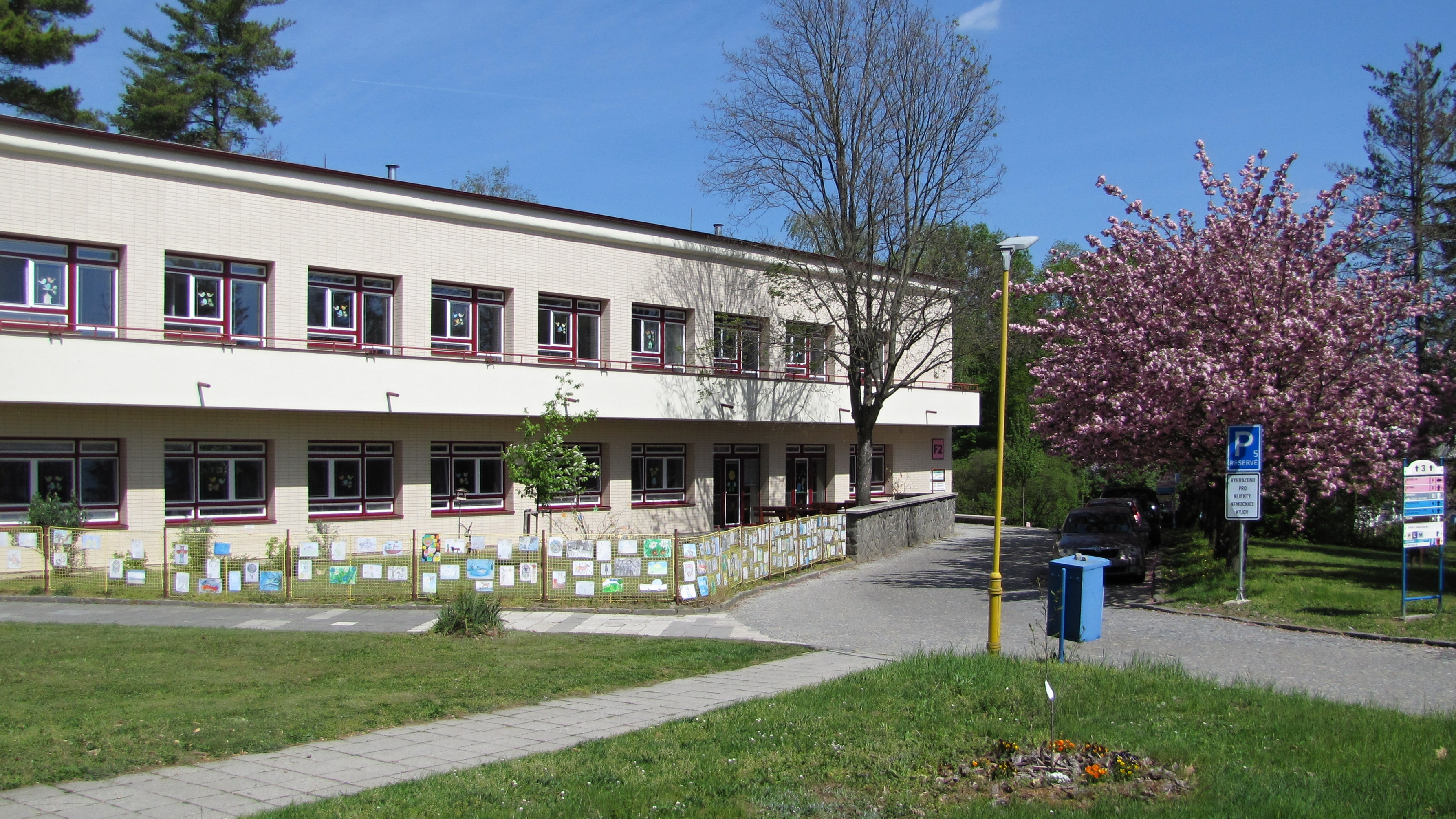
Dětské oddělení

- ARO (Anesteziologicko-resuscitační)
- Centrální operační sály a centrální sterilizace
- Dětské
- Gynekologicko-porodnické
- Chirurgie
- Hematologie a transfuzní oddělení
- Infekční
- Interní
- Kožní
- Mikrobiologie
- Neurologické
- Nukleární medicína
- Oční
- Oddělení klinické biochemie
- Oddělení ošetřovatelské péče Veselí nad Moravou
- Onkologie
- ORL (Otorhinolaryngologie)
- Ortopedie
- Patologie
- Plicní
- Rehabilitace
- Rentgen
- Urologie
- Zdravotně sociální